# 妙香寺 (横浜市)
妙香寺（みょうこうじ）は、神奈川県横浜市中区妙香寺台にある日蓮宗の寺院。山号は本牧山。旧本山は大本山中山法華経寺(中山門流)。日本の国歌・『君が代』発祥の地および日本吹奏楽発祥の地として知られる。
　

## 歴史

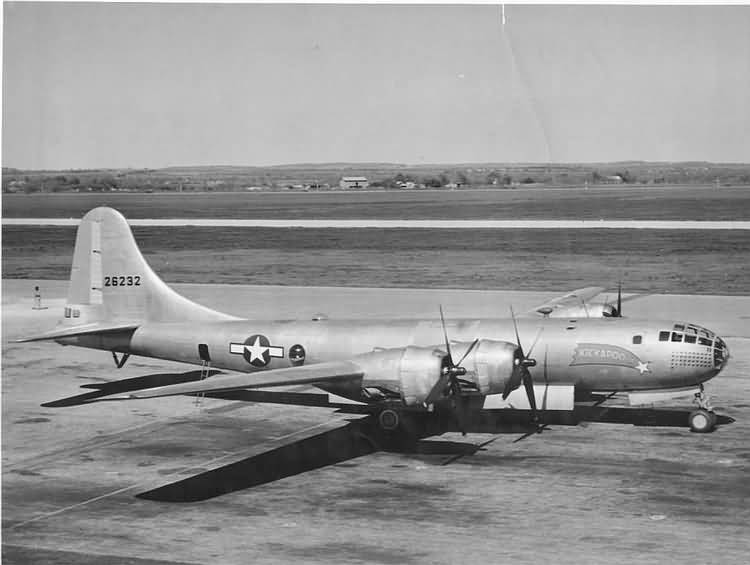
空襲を行ったB29爆撃機

弘仁5年（814年）、空海の創建とされる本牧山東海寺が起源で、のち日蓮宗に改宗した。近代には大正12年（1923年）の関東大震災、昭和2年（1927年）1月10日の火災、昭和20年（1945年）5月29日の横浜大空襲と三度伽藍を焼失している。現在の本堂は昭和56年（1981年）に再建されたものである。
1935年（昭和10年）10月、『横浜貿易新報』の読者投票により県下名勝史蹟四十五佳選に選定された。

## 歴代
- 日擬（32世、法華経寺加歴118世）
- 真行院日綱（33世中興、法華経寺126世）

## 関連資料
- 横浜市文化財総合調査会編『横浜の文化財 横浜市文化財綜合調査概報 13』横浜市教育委員会社会教育部文化財課（1996年）
- 本牧山妙香寺『本牧山妙香寺の歴史』本牧山妙香寺（1970年）
- 「北方村 妙香寺」『新編武蔵風土記稿』 巻ノ77久良岐郡ノ5、内務省地理局、1884年6月。NDLJP:763986/25。